# Hispaniolasmaragd
Hispaniolasmaragd (Riccordia swainsonii) är en fågel i familjen kolibrier.

## Utbredning och systematik
Fågeln förekommer främst i bergsskogar på Hispaniola. Den behandlas som monotypisk, det vill säga att den inte delas in i några underarter.

### Släktestillhörighet
Arten placeras traditionellt i släktet Chlorostilbon, men genetiska studier visar att arterna i släktet inte står varandra närmast. Den har därför flyttats tillsammans med andra karibiska arter till släktet Riccordia.

## Status och hot
Arten har ett stort utbredningsområde, men tros minska i antal, dock inte tillräckligt kraftigt för att den ska betraktas som hotad. Internationella naturvårdsunionen IUCN listar arten som livskraftig (LC).

## Namn
Fågelns vetenskapliga artnamn hedrar William Swainson (1789-1855), engelsk naturforskare, konstnär och samlare.